# Mesjtsjera

globale verspreiding van de Fins-Permische volkeren omstreeks 1000 AD
Tsjoeden
Wepsen
Komi
Merja
Mari
Mesjtsjera
Moeroma
Mordwienen

De Mesjtsjera (Russisch: мещера, mesjtsjerá, ook wel мещёра, mesjtsjóra) waren een Wolgaïsch volk dat in het gebied tussen de rivieren Oka en Kljazma leefde. Dit laagliggende gebied met bossen, moerassen en meren staat tegenwoordig nog bekend als het Mesjtsjora-laagland (Мещёрская низменность).

## Geschiedenis
De eerste Russische schriftelijke bron die hen noemt is de Tolkovaja Paleja uit de 13e eeuw. Ze worden in andere Russische kronieken tot in de 16e eeuw vermeld. Dit staat in contrast met de verwante stammen der Merja en Moeroma, die al in de 10e en 11e eeuw door de Slaven lijken te zijn geassimileerd.
In zijn testament van 1358 schreef Ivan II van Moskou over het dorp Mesjtsjorka, dat hij van de plaatselijke Mesjtsjeravorst Michael Andronov had gekocht. Het dorp lijkt tot het oosters-orthodoxe geloof te zijn bekeerd.
Samen met de Mordua (Mordwienen), Sibir en een paar andere moeilijker te identificeren volkeren worden de Mesjtsjera vermeld op de Venetiaanse Fra Mauro-wereldkaart van omstreeks 1450.
Verschillende documenten vermelden de Mesjtsjera in verband met de Kazanveldtocht van Ivan IV in de 16e eeuw. Deze verslagen spreken van een Mesjtsjerastaat, naar de belangrijkste stad Temnikov Mesjtsjera genoemd, welke door de Mordwienen en Wolga-Tataren was geassimileerd. Vorst Andrej Koerbski schreef dat in de landen van de Mesjtsjera de taal der Mordwienen werd gesproken.
In 1870 werden in het dorp Zjabki (rajon Jegorevsk, oblast Moskou) aan de Mesjtsjera toegeschreven begraafplaatsen gevonden. Als "Fins-Oegrisch" geïdentificeerde bronzen vrouwensieraden werden in de 5e tot 8e eeuw gedateerd. Vergelijkbare vondsten werden in de oblasten Rjazan en Vladimir gedaan, waardoor de archeologen kenmerken van de materiële cultuur van de Mesjtsjera vast konden stellen. Twaalf van dergelijke sites werden gevonden, vanaf de Moskva langs de Oka tot de stad Kasimov. De dragers van deze Oka-Rjazancultuur werden geïdentificeerd als de Mesjtsjera. De graven van de vrouwen leverden voorwerpen op, typerend voor de Wolgaïsche volkeren van de 4e tot 7e eeuw: ringen, rinkelende hangers, gespen en torques, en ronde borstplaten met een karakteristieke versiering.
In het dal van de Oka lijkt de Mesjtsjeracultuur in de 11e eeuw te zijn verdwenen. In het moerassige noorden hebben ze langer stand gehouden. De bovenklasse van de Mesjtsjera lijkt in de 13e eeuw te zijn bekeerd tot het orthodoxe geloof en geassimileerd, maar de gewone jagers en vissers hebben mogelijk langer delen van hun taal en oude geloof kunnen behouden. Om de resterende heidense Mesjtsjera te bekeren werd in de 16e eeuw in Radovitski het Sint-Nicolaasklooster gesticht.
De Russische adellijke familie Mesjtsjerski leidt haar afkomst af van de oorspronkelijke inheemse heersers van sommige van deze stammen.

## Taal
Van de taal der Mesjtsjera zijn geen schriftelijke bronnen overgeleverd. Volgens sommigen zou het een dialect van het Mordwiens zijn. Op basis van toponiemen is ook gesuggereerd dat het nauw verwant zou zijn met de Permische talen.